# Franco Cassano (sociologue)
Pour les articles homonymes, voir Franco Cassano et Cassano.
Franco Cassano, né le 3 décembre 1943 à Ancône et mort le 23 février 2021 à Bari, est un sociologue et un homme politique italien. 
Professeur de sociologie et particulièrement de sociologie des processus culturels et de la communication à l'Università degli Studi Aldo Moro de Bari,  il associe une activité d'enseignement et de recherche à celle d'essayiste et d'éditorialiste. Parmi ses œuvres les plus connues figurent Il pensiero meridiano (« La Pensée méridienne ») publié en 1996 et L'umiltà del male paru en 2011. Aux élections de 2013, il a été élu député au Parlement de la République italienne dans la 21e circonscription des Pouilles pour le Parti Démocrate.

## Activités
Il commence sa carrière universitaire en 1970 comme chargé de cours à l'Université de Messine. À partir de 1971, il est professeur assistant de philosophie du droit à l'Université de Bari, où, en 1980, il devient professeur en sociologie de la connaissance. De 1991 à 1993, il dirige la Revue Italienne de Sociologie. 
En 1996, il publie le livre qui le faire connaître d'un public plus large,  Il pensiero meridiano, traduit et publié en français en 1998 sous le titre La pensée méridienne. 
En 1998 il propose avec Paeninsula, L'Italia da ritrovare une représentation de l'Italie comme terre de rencontre et de médiation entre l'Europe et la Méditerranée. En particulier, selon Cassano, seule la mise en avant de ce rôle au sein de l'ensemble européen peut permettre au sud de l'Italie de sortir du rôle subalterne dans lequel il est politiquement, économiquement et culturellement relégué.
En 2011, la thèse contenue dans son livre L'umiltà del male fait naître un vif débat. Cassano y propose une réinterprétation novatrice de la figure du Grand Inquisiteur et invite la gauche à abandonner ce qu'il appelle son « aristocratisme éthique », qui lui servirait désormais de refuge.
À son activité de chercheur et d'essayiste, Franco Cassano a progressivement lié son engagement dans la vie de la cité. En 2003, il fonde et préside la première année une association, Città Plurale,  qui veut promouvoir à Bari la citoyenneté active et proposer une nouvelle manière de concevoir la vie politique et ses pratiques en remettant le citoyen au cœur du processus de décision. À partir de cette activité de terrain, dont témoignent les essais rassemblés en 2004 dans Homo Civicus, il oriente sa réflexion vers la notion des biens communs et leur importance. 
Cette double activité, de recherche et d'engagement associatif, est un des éléments qui ont contribué à ce qu'on a appelé en Italie le « printemps des Pouilles» qui a vu le centre-gauche l'emporter électoralement ans les Pouilles et qui a en Michele Emiliano et Nichi Vendola ses représentants les plus connus. Toutefois, cette période semble en 2013 sinon révolue, en tout cas plus incertaine .

## Travaux
Étudiant, Cassano fait partie d'un groupe de jeunes gens réunis au sein de la section du parti communiste à l'université et participant de l'activité des maisons d'édition Laterza et De Donato qui, dans les années soixante-dix, se sont engagées à Bari dans un projet de réforme dans un sens démocratique et participatif des formes d'organisation politique inspiré du marxisme. 
Dans les années 80, Cassano entreprend une critique de la modernité, fondée sur la déconstruction de son fondamentalisme: ethnocentrisme, culte du progrès, vitesse, primauté du marché.
Son œuvre la plus connue, La Pensée méridienne, traduite en français, anglais, allemand et japonais, renouvelle le débat sur la question. Cassano part du constat que le Sud, c'est-à-dire ici, essentiellement, le bassin méditerranéen, a perdu son statut de « sujet de la pensée » pour devenir un « objet de pensée». Il faut donc de nouveau que la Sud affirme son droit à s'émanciper des pensées préconçue dominantes qui le confinent dans un rôle subalterne, et le présentent comme arriéré, pour promouvoir un modèle autonome. Il s'agit d'interrompre une longue séquence dans laquelle le Sud a été décrit, imaginé, parlé et pensé par d'autres. D'autant que les représentations dominantes sont organisées entre deux pôles qui enferment le Sud dans des stéréotypes méprisants, le paradis pour touriste, l'enfer de la violence et de la corruption mafieuse: « Cet assaut vulgaire et opportuniste lancé vers la modernité a fait apparaître les deux aspects du Sud aujourd'hui dominants : le paradis touristique et le cauchemar mafieux. Ces deux visages, apparemment antithétiques, sont en réalité complémentaires, ce sont les deux faces - légale et illégale - de la participation du Sud au développement, à un niveau subalterne et marginal ».
Au contraire, la pensée méridienne entend rappeler que le Sud a apporté à l'Europe, et à travers elle au monde, une tradition intellectuelle, philosophique et religieuse et une pensée et des modes de vie qui lui sont propres. 
La pensée méridienne comprend quatre aspects majeurs et indissociables : autonomie, lenteur, méditerranée, mesure. 
L'autonomie doit permettre au Sud de se penser autrement et à sa juste valeur. Il n'est pas en retard ou à un stade imparfait et inachevé de développement, mais il peut au contraire proposer un autre modèle. Le regard moderne porté par le Nord sur le Sud n'est pas en soi incontestable et seul légitime: le Sud doit penser par lui-même la modernité et définir des critères de jugements différents et notamment une nouvelle évaluation de la pauvreté et de la richesse.
Dans cette perspective, la lenteur, c'est-à-dire une relation au temps et à l'espace qui lui est propre, peut être une invitation à proposer un modèle qui ne soit pas fondé sur la production et la consommation illimitée. 
La pensée et les modes de vie du Sud sont le produit d'une situation géographique. La pensée méridienne est fille de la Méditerranée. Cette mer, close, qui baigne les côtes à la fois de l'Europe, de l'Asie et de l'Afrique, est un espace d'apprentissage de la coexistence, de la rencontre, et tout à la fois de l'affrontement et de la médiation entre les peuples. Centre et intersection, elle apprend à penser la question de la frontière, le rapport de l'un contre l'autre en même temps que de l'un avec l'autre: « L’homme méditerranéen vit toujours entre terre et mer, il limite l’une grâce à l’autre ; dans son regard technologique et dans ses vices, il y a une mesure que d’autres ont perdue.»»
Rejoignant la pensée d'Albert Camus, dont il analyse longuement l’œuvre, tout comme il s'appuie sur les analyses et la lucidité de Pasolini, Franco Cassano voit dans la pensée méridienne une pensée de la mesure, de l'équilibre qui permet d'échapper aux extrémismes du progrès et aux fondamentalismes, qu'ils soient religieux ou économiques. 
Certes, Cassano n'ignore pas les tensions et les difficultés qui divisent le Sud. Il ne veut pas non plus se livrer à un exercice d'auto-absolution qui refuserait de voir les défaillances et les erreurs. Mais il entend inviter d'une part à un rééquilibrage de la pensée européenne qui sache reprendre en compte l'héritage méditerranéen et d'autre part à une réappropriation par les peuples méditerranéens de leur histoire et de leur devenir. 
En 2024, le réalisateur Giovanni Princigalli, qui fut son élève, lui dédie le documentaire La chanson d'Aida, qui a été présenté en mars 2024 en prémière mondiale à Bari (ville natale de Cassano et de Princigalli) au BIFEST, Bari international film festival. 